# 大阪市立港図書館
大阪市立港図書館（おおさかしりつみなととしょかん）は、大阪府大阪市にある公立の図書館。大阪市立図書館のうち港区にある地域図書館（分館）。

## 概要
1982年（昭和57年）5月7日に開館。
2024年（令和6年）4月1日に大阪市港区弁天2丁目1番5号から大阪市港区磯路1丁目7番17号の港区土地区画整理記念・交流会館4階に移転した。
2024年の建て替えにより、延床面積1420.93平方メートル（うち閲覧室687.16平方メートル）となった。

## 開館時間
- 火曜日 - 金曜日（第3木曜日休館）：10時 - 19時
- 土曜日、日曜日、祝休日、7月21日から8月31日の期間の月曜日：10時 - 17時

2024年4月現在（他の地域図書館と同じ）。

## 休館日
- 月曜日、第3木曜日（国民の祝日と休日にあたる場合、および7月21日から8月31日の期間の月曜日は開館)
- 年末年始
- 蔵書点検期間

2024年4月現在（他の地域図書館と同じ、ただし蔵書点検期間は各地域図書館で異なる）。

## 所蔵
2024年4月のリニューアル・オープン時は約7万冊の蔵書で、年次計画により最大10万冊まで拡充する計画である。

## 旧図書館
- 延床面積：598.63平方メートル
- 閲覧室：379平方メートル

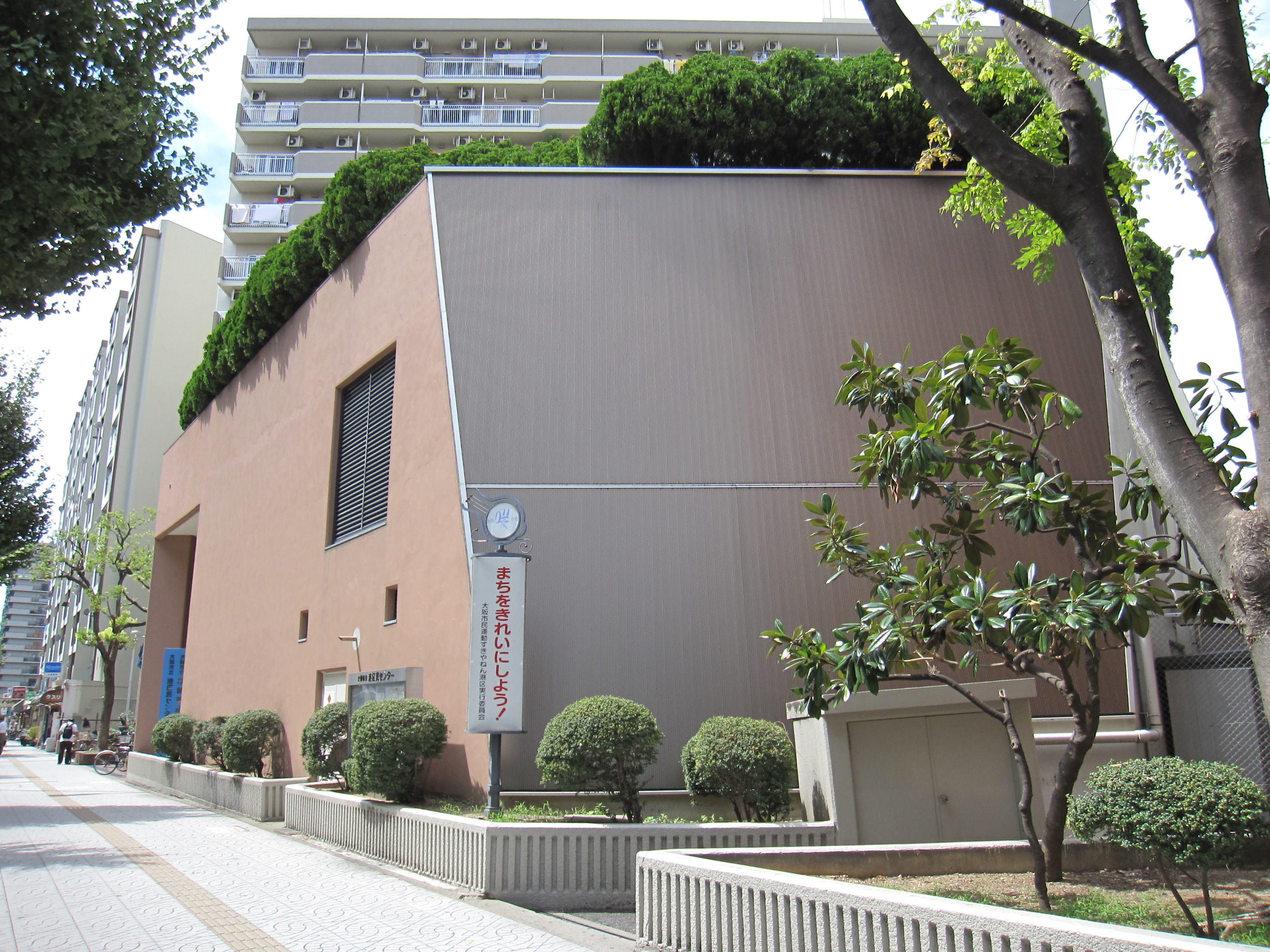
旧図書館

（図書館は3階、1-2階は区民センター、4-11階は分譲住宅）

## 貸出
- 1人15点まで（うち、CD・DVD・カセットは5点まで）15日間 - 大阪市立図書館の他館もあわせて上限15点[4]。

## アクセス
- Osaka Metro中央線・西日本旅客鉄道大阪環状線 弁天町駅